# Jenny Apolant
Jenny Apolant (Berlim, 5 de novembro de 1874 - Frankfurt, 5 de junho de 1925) foi uma feminista judia e sufragista alemã. Apolant desempenhou um importante papel no início do movimento pelos direitos das mulheres na Alemanha.

## Início de vida
Jenny Rathenau nasceu em 5 de novembro em Berlim, Alemanha, e era filha de Mathilde e Emil Rathenau. Em 1899, Apolant casou-se com o médico e cientista Hugo Apolant (1866-1915); sua filha, Sophie Ella, nasceu em janeiro de 1900. A família mudou-se para Frankfurt em 1905 por causa do emprego de Hugo.

## Carreira
Em 1907 Apolant fundou o Centro de Informação para Serviços Comunitários de Mulheres, um projeto da Associação Geral de Mulheres Alemãs (Allgemeinen Deutschen Frauenverein). Durante o tempo que passou na organização ela escreveu vários escritos sobre o papel da mulher na sociedade alemã.
De 1919 a 1924 Apolant trabalhou como conselheira municipal do Partido Democrático Alemão em Frankfurt, tornando-se uma das primeiras mulheres a ocupar tal posição. Em 1922 ela fundou a Associação Política dos Trabalhadores (Politische Arbeitsgemeinschaft), que proporcionou às mulheres educação política e as preparou para ocupar cargos públicos.

## Morte
Apolant faleceu em 5 de junho de 1925 devido a um problema no coração.